# Centrahoma (Oklahoma)
Centrahoma es una ciudad ubicada en el condado de Coal en el estado estadounidense de Oklahoma. En el año 2010 tenía una población de 	97 habitantes y una densidad poblacional de 161,67 personas por km².

## Geografía
Centrahoma se encuentra ubicada en las coordenadas 34°36′33″N 96°20′42″O / 34.60917, -96.34500 (34.609299, -96.345053).

## Demografía
Según la Oficina del Censo en 2000 los ingresos medios por hogar en la localidad eran de $23,125 y los ingresos medios por familia eran $24,375. Los hombres tenían unos ingresos medios de $16,607 frente a los $18,750 para las mujeres. La renta per cápita para la localidad era de $8,927. Alrededor del 29.3% de la población estaban por debajo del umbral de pobreza.